# Bruley

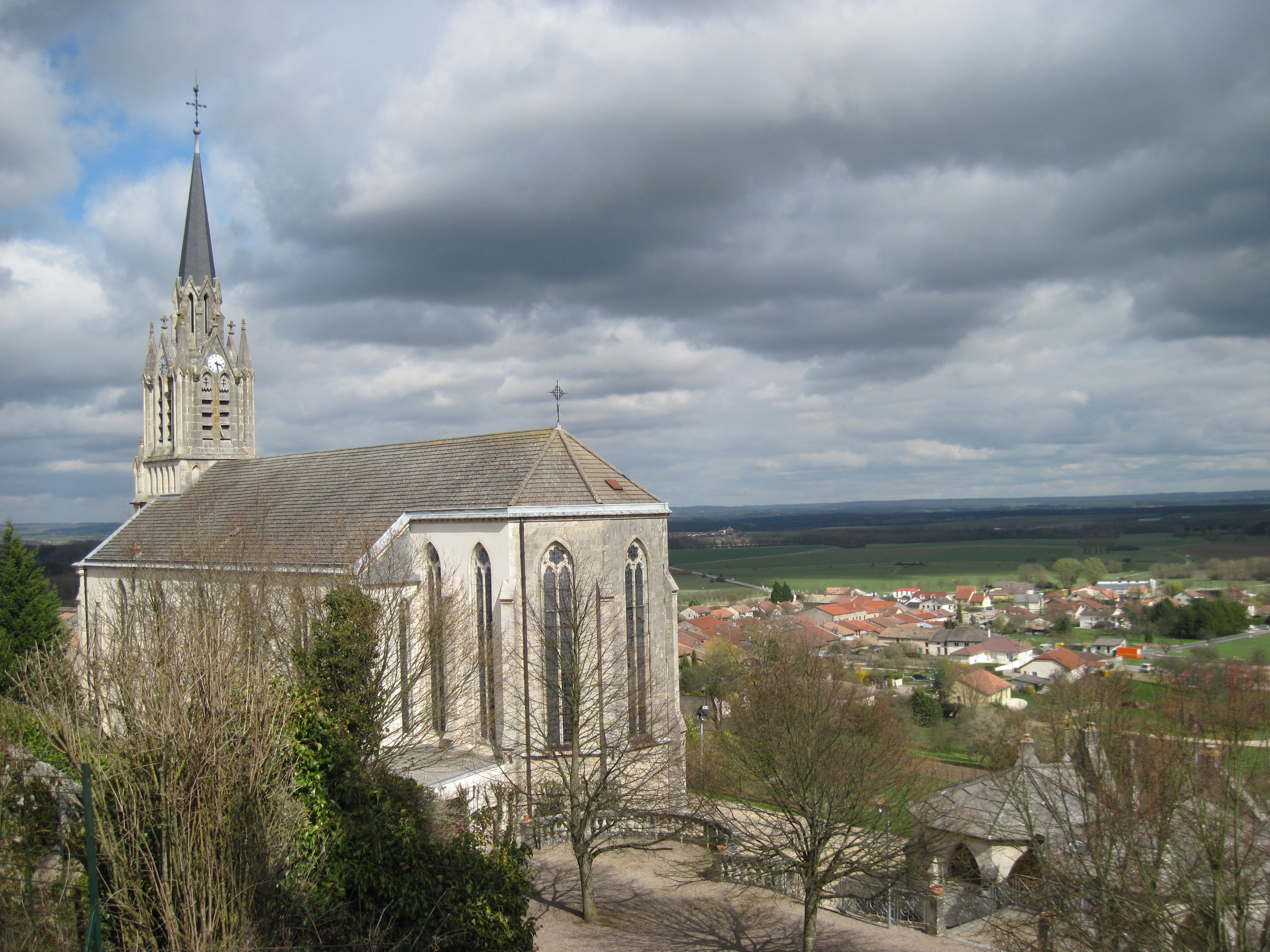
Kościół św. Marcina (2010)

Bruley – miejscowość i gmina we Francji, w regionie Grand Est, w departamencie Meurthe i Mozela.
Według danych na rok 1990 gminę zamieszkiwało 539 osób, a gęstość zaludnienia wynosiła 86 osób/km² (wśród 2335 gmin Lotaryngii Bruley plasuje się na 567. miejscu pod względem liczby ludności, natomiast pod względem powierzchni na miejscu 898.).

## Populacja

Populacja Bruley w latach 1962–2008